# 4594 Dashkova
4594 Dashkova este un asteroid din centura principală, descoperit pe 17 mai 1980 de Liudmila Cernîh.